# 제8회 부산국제어린이청소년영화제
제8회 부산국제어린이청소년영화제는 2013년 7월 24일에 열린 시상식이다.

## 수상 및 후보

### 마법의 필름 상
- 아빠의 낡은 사진첩 - 강태인 수상

### 마음의 별빛 상
- 남자답게 사는 법 - 오지민 수상

### 파란하늘상
- 인도-태평양혹등고래 - 카이-티 린 수상

### 넓은바다상
- 마법구슬 - 이경호 수상

### 맑은바람상
- 말 못하는 친구 - 임어진 수상

### 관객인기 상
- 남자답게 사는 법 - 오지민 수상

### 동아시아 어린이영화제 특별상
- 라면의 정석 - 서동규 외 1명 수상

### 레디~액션!
- 바보 귀의 정체 - 이하늘
- 지우개 - 김준영
- 우정은 move - 이가은
- 사랑에 빠진 바다 - 키즈캠
- 마음을 보는안경 - 이지윤
- 축구왕 - 김보아스
- 인도-태평양혹등고래 - 카이-티 린
- 최초의 아이스크림 - 이카리아섬 어린이영화워크숍 작품
- 레고스파이 - 켄타 바넷
- 말 못하는 친구 - 임어진
- 팬텀 오브 더 스쿨 - 구채은
- 펑크 - 키즈캠
- 씨크릿 스쿨 - 김민성
- 아빠의 낡은 사진첩 - 강태인
- 남자답게 사는 법 - 오지민
- 노란나방 - 키즈캠
- 서로 입장 바꿔봐!! - 현지
- Box-ing - 이예경 외 2명
- 라면의 정석 - 서동규 외 1명
- 마법구슬 - 이경호

### 큰나래 모음
- 히마와리와 나의 7일 - 히라마츠 에미코
- 문빔베어 : 달을 사랑한 작은 곰 - 토머스 보덴스테인 외 2명
- 날아라 허동구 - 박규태
- 황제펭귄 펭이와 솜이 - 김진만 외 1명
- 아기기린 자라파 - 레미 베잔송 외 1명
- 바이킹 비키의 보물 탐험 - 크리스티안 디터
- 늑대소년 알피 - 조람 루르센
- 지그재그꼬마,노노 - 빈센트 발
- 토니는 열살 - 미샤 캄프
- 쿨한 아이는 울지 않아 - 데니스 보츠
- 쓰리 키즈 - 조나스 디 아데스키
- 패티의 케첩 - 티나 폰 트라
- 클라라와 곰의 비밀 - 토비아스 이네이첸
- 모모와 다락방의 수상한 요괴들 - 오키우라 히로유키
- 로보트 태권V - 김청기
- 이티 - 스티븐 스필버그

### 작은나래 모음
- 죽어도 좋은 날 - 변현아
- 잘 먹고 잘 사는 법 - 정한진
- 콩: 하늘이 준 선물 - 아사이 야스시
- 두더지와 새 - 송민아
- 전 우주의 친구들 - 홍학순
- 도시의 고슴도치 - 에발드 라시드
- 빵구왕 거스 - 앤드류 마틴
- 물의 나라 - 마츠이 마사야
- 청이 - 김정인
- 오늘의 요리 - 박소현 외 1명
- 해를 사랑한 두더지 - 임동인 외 1명
- 투우 - 야니스 시메르마니스
- 도토리 소년 - 다체 리두즈
- 아이쿠 아이쿵! - 이민경
- 황소와 도깨비 - 김정호

### 특별전
- 마술피리
- 아이다
- 카르멘
- 세빌리아의 이발사